# 가짜동족어
가짜 동족어(false cognate)란 "발음과 의미가 같거나 유사하지만 다른 어원적 뿌리를 가진 단어 또는 그 단어들의 조합"을 말한다.
"가짜 동족어"라는 개념을 이해하기 위해서 먼저 "동족어(cognate)라는 개념을 알아볼 필요가 있다. 어원학(etymology)에서 말하는 "동족어(또는 동계어)"란 "같은 어족에 속하는 언어"라는 개념의 "동족어(related languages)"와는 다른 개념이다. "동족어"를 뜻하는 영어 단어 cognate는 라틴어 cognatus에서 파생된 단어이며, cognatus는 "함께"라는 뜻의 라틴어 전치사 cum(co-)과 "태어난"이라는 뜻의 라틴어 형용사 gnatus가 결합하여 만들어진 것이다. 즉, cognate(cognatus)이란 "같은 부모에서 태어난 아이들"이라는 뜻으로 "어원적으로 같은 뿌리를 가진 단어(또는 그 단어들 간의 관계)"라는 의미이다. 예를 들어, 영어 단어 chief, chef, captain, capital은 모두 라틴어 명사 caput(n., 머리)에서 파생된 단어들로 서로 cognate(동족어)의 관계에 있다.
"가짜 동족어의 개념은 "동족어"의 개념을 뒤집어 봄으로써 이해할 수 있다. 쉽게 설명하면 "동족어 같아 보이지만 동족어가 아닌 가짜"라는 뜻으로, "스펠링(spelling)이나 발음, 의미의 유사성으로 인해 같은 어원을 가진 것처럼 보이지만 어원적인 관련성이 없는 단어(또는 그 단어들 간의 관계)"를 일컫는다. "가짜 동족어"는 영어 단어와 단어 사이에서 존재할 수도 있고, 영어와 다른 언어 간의 관계에서도 존재할 수 있다.
구별해야 하는 개념으로 false friend가 있다. false friend는 "스펠링이나 발음 등이 유사하지만 의미가 다른 단어"를 말한다. "의미 등이 유사하지만 어원이 다른" false cognate(가짜 동족어)과는 전혀 다른 개념이다. false friend의 예로 가장 흔히 등장하는 것이 영어 단어 embarrassed(당황한, 부끄러운)와 스페인어 embarazada(임신한)이다. 그런데 간혹 우리나라에서 false friend를 "가짜 동족어"라고 번역하는 경우가 있는데 이는 잘못된 번역이라 할 수 있다. false friend는 오히려 표현 그대로 "거짓 친구(또는 거짓 짝)"라고 우리말로 옮기는 것이 바람직하다.

## 가짜 동족어(false cognate)의 사례
먼저 영어 단어 사이의 가짜 동족어의 예로 island와 isle을 들 수 있다. 두 단어는 의미와 발음이 유사하여 같은 어원을 가진 것처럼 보이지만, island는 게르만계 어원, isle은 라틴어 어원(insula : 섬)을 가지고 있는 가짜 동족어다.
다음으로 영어와 다른 언어 사이에서 나타나는 가짜 동족어의 사례를 살펴 보고자 한다.
먼저 "많다", "매우" 등의 의미를 가진 영어 단어 much와 스페인어 mucho가 있다. 두 단어 역시 의미와 발음이 유사하여 같은 어원을 가진 것처럼 보이지만 much는 게르만계 어휘이고, mucho는 라틴어 어원(multus : 많은)을 가진 단어이다.
또 다른 사례로 한국어와 영어의 사례가 존재한다.
- 두 언어 에서 "똥"과 같은 의미를 가진 영어 단어 dung이 있다. 두 단어 역시 상당히 유사하지만 영어 단어 dung은 원시 게르만어에서 파생된 단어라는 점에서 이 둘은 가짜 동족어의 관계에 있다.
- 한국어의 의문사 '왜'는 영어로 'why' 이고, '무엇'은 영어로 'what'이다.
- 동의를 나타내는 말도 '예'와 'yes'(yeah)로 비슷한 발음과 같은 뜻을 지니고 있지만 이 둘은 가짜동족어의 관계에 있다.
- 수사 중에서 한국어의 고유어는 동아시아의 다른 언어인 중국어와 일본어에 비해 영어와 더 가까운 방식으로 수를 세는데, '10의 자리수'와 '1의 자리수'를 더하여 수를 세는 방식이다. 일례로, 35는 '서른 다섯'(30+5), 영어로는 'thirty-five'라고 한다. (반면 한국어 한자어의 경우에는 10의 자리수를 (수)x10 을 하여 셈으로 다르다)
- 배나무의 열매를 뜻하는 건 한국어에서 '배'이고 영어에서 'pear'이다.
- 한국어에서 '둘'의 관형사형인 '두'는 영어의 'two'와 비슷하다. '두 마리 닭'을 영어에서 'two chicken'이라 한다.
- 한국어에서 '많이'는 영어와 'many'(특히 영국식 영어 발음일 경우) 와 비슷한 발음을 낸다.

## 과거 가짜 동족어로 취급된 경우
한편 가짜동족어인 줄 알았다가 이후 진짜 동족어로 밝혀지는 경우(어원이 실제로 같았던 경우)도 있다. 
- 영어의 'Tea'와 한국어의 '다(茶)'는 실제로 둘 다 중국어에서 유래된 동족어다.
- 영어의 'Silk'와 한국어의 '실' 역시 동족어로 유래되었다고 보기도 한다.

## 같이 보기
- 수렴 진화
- 번역
- 거짓짝
- 의사언어비교
- 의미 변화